# Timothée Bodika Mansiyai
Timothée Bodika Mansiyai PSS (* 1. Januar 1962 in Léopoldville, heute Kinshasa) ist ein kongolesischer Ordensgeistlicher und römisch-katholischer Bischof von Kikwit.

## Leben
Timothée Bodika Mansiyai empfing am 1. August 1990 die Priesterweihe für das Erzbistum Kinshasa. Er trat der Ordensgemeinschaft der Sulpizianer bei und legte 1993 die Profess ab. Papst Benedikt XVI. ernannte ihn am 2. Februar 2012 zum Titularbischof von Naiera und Weihbischof in Kinshasa.
Die Bischofsweihe spendete ihm der Erzbischof von Kinshasa, Laurent Kardinal Monsengwo Pasinya, am 15. April desselben Jahres; Mitkonsekratoren waren José Moko Ekanga PSS, Bischof von Idiofa, und Philippe Nkiere Keana C.I.C.M., Bischof von Inongo.
Papst Franziskus ernannte ihn am 19. November 2016 zum Bischof von Kikwit. Die Amtseinführung fand am 4. Dezember desselben Jahres statt.